# Août 1809

## Événements
- 6 août (Russie) : oukase rendant obligatoire les études supérieures ou un examen pour accéder aux échelons supérieurs de la hiérarchie civile[1].
- 10 août : insurrection de Quito. Proclamation d'indépendance de l'Équateur[2].
- 11 août : victoire française à la bataille d'Almonacid[3].
- 13 août : troisième combat de Berg Isel. Andreas Hofer réussit à chasser le maréchal Lefebvre du Tyrol[4]. Il est écrasé en novembre par les franco-bavarois.
- 14 août : Jean-Baptiste Lamarck présente à l’Académie des Sciences les deux volumes de sa Philosophie zoologique, qui expose la première théorie de l'évolution[5].

- 16 août : fondation de l'université de Berlin par Wilhelm von Humboldt[6]. Friedrich Schleiermacher y est professeur de théologie.
- 16 août et 21 septembre : tentatives de débarquements britanniques sur l’île Bonaparte, actuellement l’île de La Réunion (attaques de Sainte-Rose et de Saint-Paul)[7].
- 24 août, Inde : Ranjît Singh prend Kangra[8].
- 26 août : le pape refuse l'investiture canonique aux évêques français.

## Naissances
- 31 août : Oswald Heer (mort en 1883), géologue et naturaliste suisse.

## Décès
- 18 août : Matthew Boulton (né en 1728), industriel britannique.